# ニューバーグ (オレゴン州)
ニューバーグ（Newberg）は、アメリカ合衆国オレゴン州ヤムヒル郡にある都市。ポートランド都市圏の一部を形成する。市内にはジョージフォックス大学がメインキャンパスを置いている。人口は2万5138人（2020年）で、ヤムヒル郡における第2位の人口規模を有する市である。

## 歴史

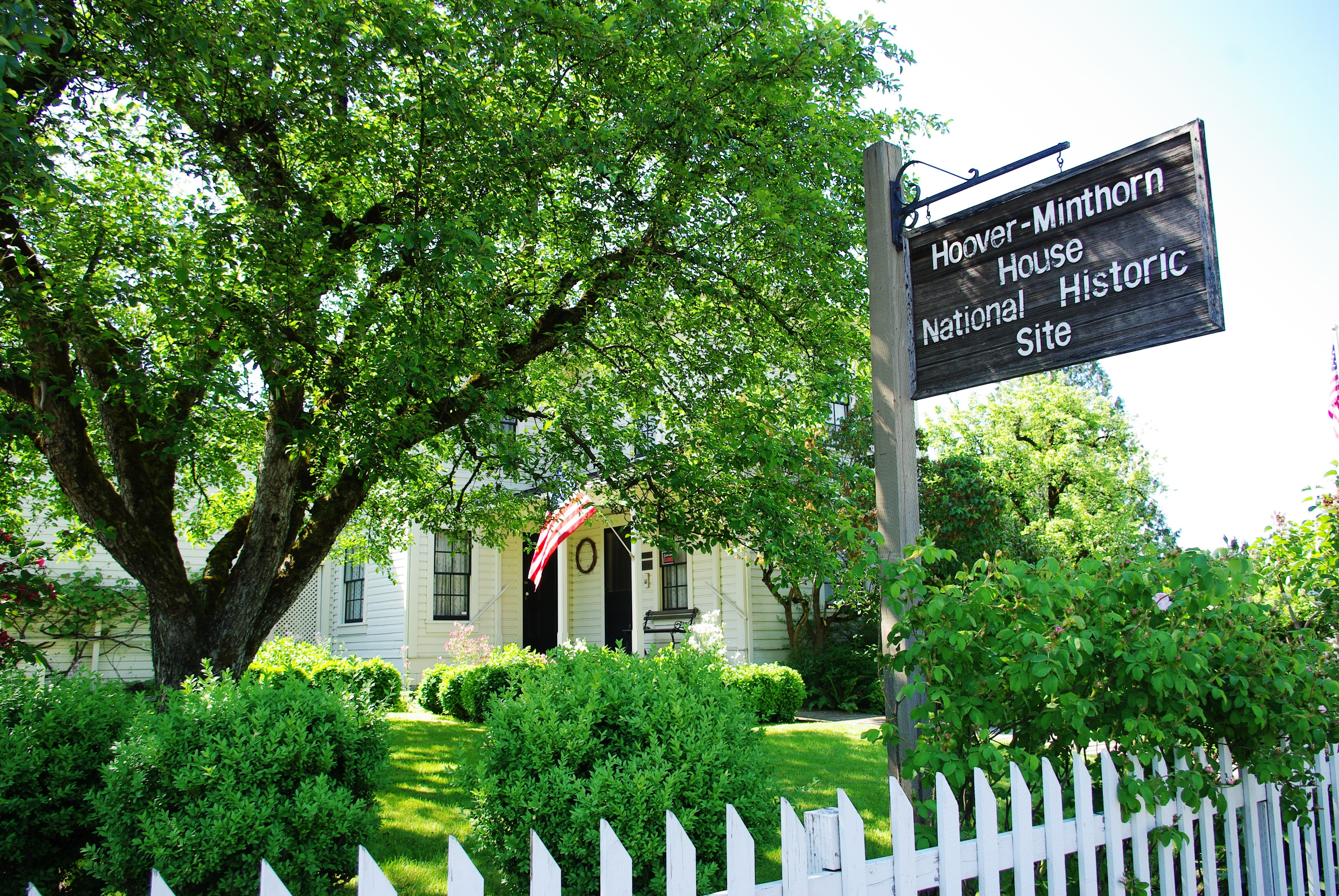
フーバー＝ミンソーン邸

ニューバーグは1889年に市制化した。この市に「ニューバーグ」という名前を付けた人物は初代郵便局長でドイツのヘッセン州ノイベルク出身のセバスチャン・ブルチャーであったと言われている。
ニューバーグは、オレゴン州で最初にクエーカーの礼拝所が立てられた共同体であった。1889年、市として法人化された。ニューバーグ市の地域新聞「ザ・ニューバーグ・グラフィック」も同年に発刊した。1901年、後にジョージフォックス大学となるパシフィック・アカデミーが、クエーカー教徒によって設立された。ジョージフォックス大学は、U.S. News & World Report誌が「national university」と分類した大学の中では、太平洋岸北西部唯一の福音派キリスト教大学である。キャンパスは市の中央部にあり、周囲には大学が所有する住居が並んでいる。
1885年、まだ11歳だったハーバート・フーバーが、両親を失くしたため叔父と住むべくニューバーグ市に引っ越してきた。現在、フーバーが住んでいた住居は、フーバー・ミンソーン邸として博物館となっている。
ニューバーグは「ドライ」な街だった。というのは、市の初期時代の大半において、ニューバーグの市域内でアルコール類の販売が禁止されていたのである。現代になってアルコールの販売が認められるようになり、ジョージフォックス大学の教授や大学院生はいくらかは酒類を飲めるようになったが、同大学の学部生は依然として禁酒すべきとされている。
2005年、ダンディー市議会は同市の警察局を解体することが投票により決定され、ニューバーグ警察と業務を共有する契約を締結させた。ニューバーグ市議会が契約を結ぶと、ニューバーグ警察は新しくニューバーグ＝ダンディー警察として改称された。警察署は一体化したが、二市の消防署に関しては、現在でもそれぞれ独自の機関を有している。

## 地理
ニューバーグはポートランドの南西40 km (25 mi)の地点、オレゴン州道99号西線沿いに位置する。
アメリカ合衆国国勢調査局によれば、市の総面積は13.0 km² (5.0 mi²)である。市の平均標高は54 m (176 ft)である。

## 人口動態

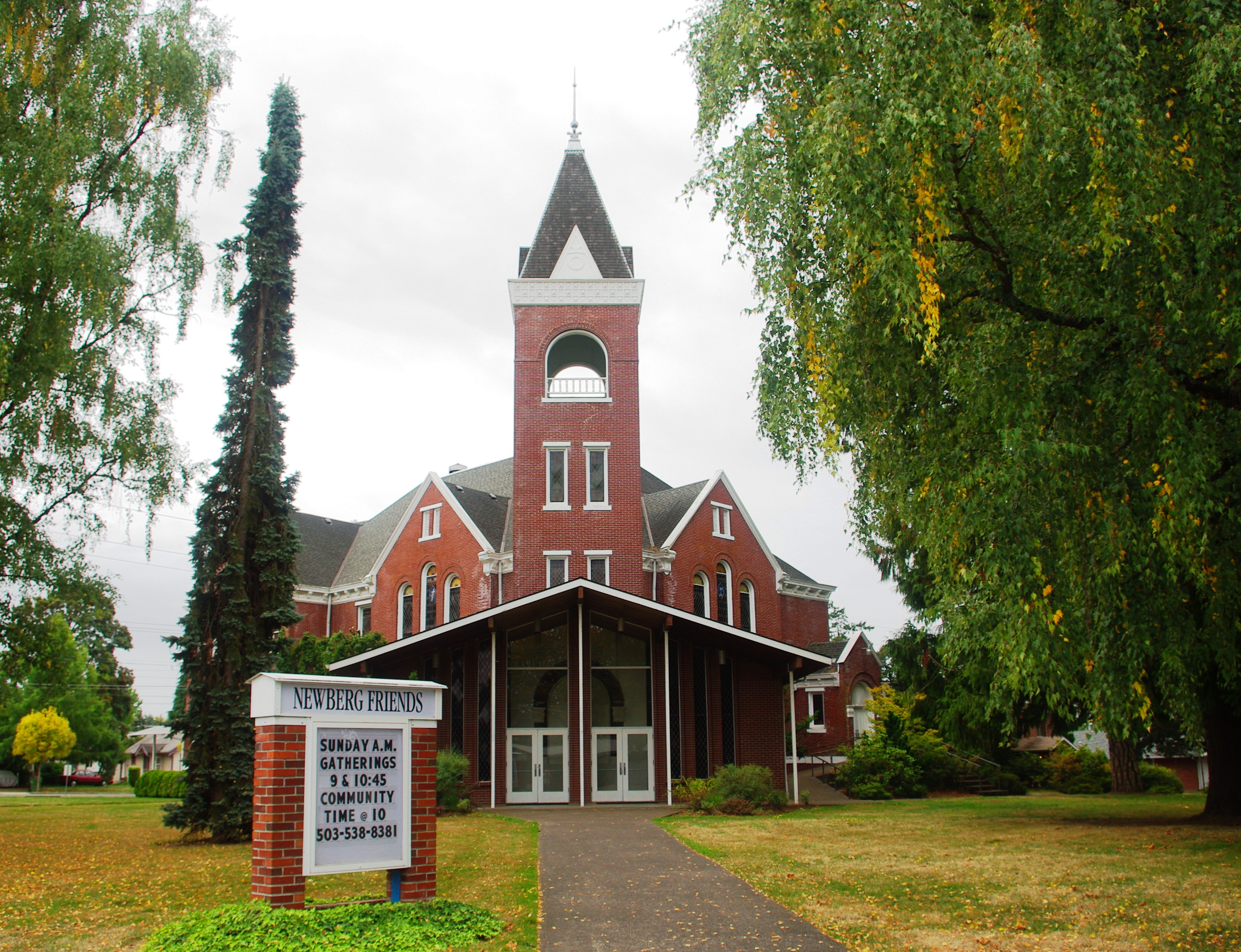
ニューバーグ友会徒教会

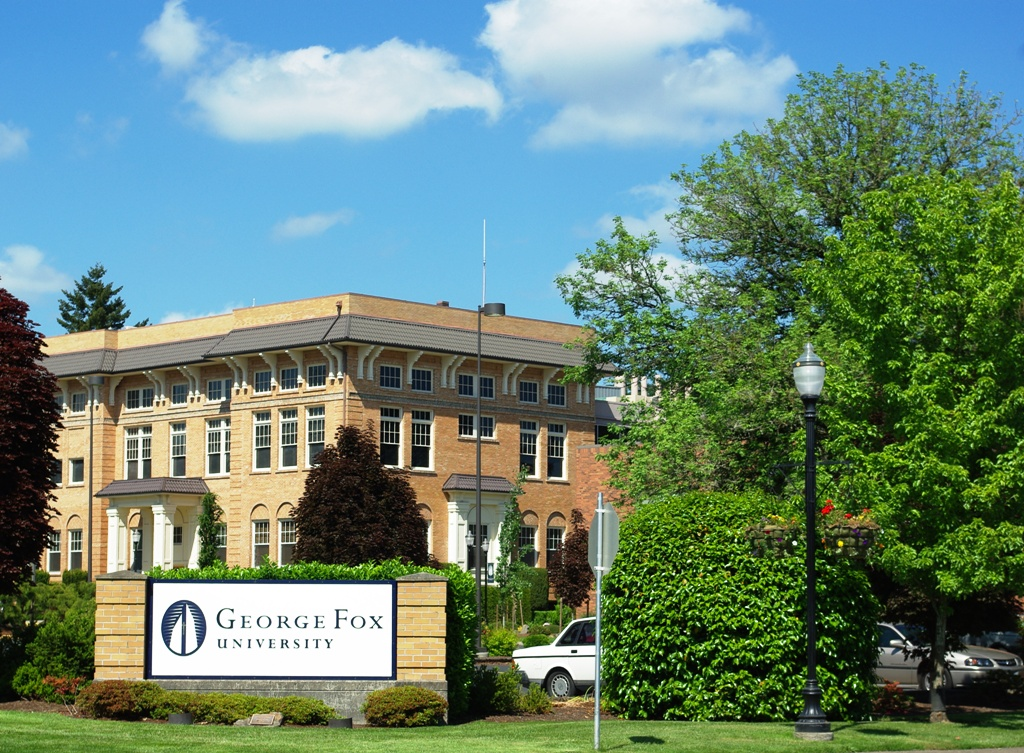
ジョージフォックス大学キャンパス

以下は2000年国勢調査による人口統計データである。
| - 人口: 18,064人 - 世帯数: 6,099世帯 - 家族数: 4,348家族 - 人口密度: 1,389.4人/km²（3,599.4人/mi²） - 住居数: 494.9軒 - 住居密度: 454.4軒/km²（1,282.2軒/mi²） 人種別人口構成 - 白人: 90.49% - アフリカン・アメリカン: 0.35% - ネイティブ・アメリカン: 0.64% - アジア人: 1.04% - 太平洋諸島系: 0.17% - その他の人種: 5.06% - 混血: 2.24% - ヒスパニック・ラテン系: 10.52% 年齢別人口構成 - 18歳未満: 27.7% - 18-24歳: 15.0% - 25-44歳: 29.8% - 45-64歳: 16.9% - 65歳以上: 10.6% - 年齢の中央値: 30歳 - 性比（女性100人あたり男性の人口） - 総人口: 93.7 - 18歳以上: 89.8 | 世帯と家族（対世帯数） - 18歳未満の子供がいる: 40.2% - 結婚・同居している夫婦: 54.5% - 未婚・離婚・死別女性が世帯主: 11.9% - 非家族世帯: 28.7% - 単身世帯: 21.7% - 65歳以上の老人1人暮らし: 8.8% - 平均構成人数 - 世帯: 2.76人 - 家族: 3.20人 収入と家計 - 収入の中央値 - 世帯: 44,206米ドル - 家族: 51,084米ドル - 性別 - 男性: 34,099米ドル - 女性: 23,571米ドル - 人口1人あたり収入: 16,873米ドル - 貧困線以下 - 対人口: 6.6% - 対家族数: 4.3% - 18歳未満: 7.0% - 65歳以上: 6.1 |

## 経済
2002年の時点で、市最大の雇用人口を有する機関は832人の従業員を有する歯科用機器メーカー「A-dec」で、その後に400人の従業員を構えるジョージフォックス大学が続く。次いで、SP Newpring Co.、Suntron Corp.、プロヴィデンス・ホスピタルが多くの従業員数を構える。2009年4月、A-decのオースティン家は所有するジ・アリソン・イン・アンド・スパが、工事や開店前業務などを目的として250人の従業員を雇用した。同年9月の開店までに、ジ・アリソン・イン・アンド・スパは200人のフルタイム従業員を追加する予定である。

## 教育
ニューバーグの初等教育、中等教育はニューバーグ公立学区が管轄している。また、市内には高等教育機関であるジョージフォックス大学がある。

## 交通

### 道路
|  | オレゴン州道99号西線（旧国道99号西線）はニューバーグ市内を東西に貫く、主要な南北縦断道路である。この道路を北東でポートランドと結び、南西でダンディーやマクミンビルと結ぶ。南に進むとウィラメット渓谷の西部地域が広がる。オレゴン州道18号線と並んで、ポートランドとオレゴン・コースト中部を結ぶ主要道路として多くの自動車を運んでいる。 |
|  | オレゴン州道219号線はニューバーグ市内を南北に貫く道路で、南でセントポールやウッドバーン、北でショールズやヒルズボロに繋がっている。 |
|  | オレゴン州道240号線はニューバーグ市内を東西に貫く道路で、ヤムヒル市に繋がっている。 |

### 航空
- チェヘイラム小空港
- スポーツマン小空港

## メディア
- ザ・ニューバーグ・グラフィック

## 観光名所・主要施設
- ユーイング・ヤング歴史公園
- プロヴィデンス・ニューバーグ・メディカル・センター

## 姉妹都市・提携都市
- 朝来市 （兵庫県） - 2000年7月30日姉妹都市提携